# 司城姓
司城姓，中國百家姓之一，複姓，在現今社會比較少見的一個姓氏。古代有近似的姓氏，如司空姓，司徒姓，司寇姓等。後人多將姓氏改為司姓、城姓。

## 延伸阅读
[在维基数据编辑]
 《欽定古今圖書集成·明倫彙編·氏族典·司城姓部》，出自陈梦雷《古今圖書集成》